# Patrick Nys
Patrick Nys (Turnhout, 25 de janeiro de 1969) é um ex-futebolista belga.
Jogava como goleiro. Iniciou sua carreira tardiamente, em 1997, no KVSK United. Atuou também por Lierse, Gençlerbirliği e Dessel Sport.
Nys encerrou a carreira no começo de 2010, às vésperas de completar 41 anos de idade, Desde então, exerce a função de treinar os goleiros do Brussels, onde colocou termo à sua trajetória como atleta.